# Santander Bank Polska
Die Santander Bank Polska S.A. (2001–2018 als Bank Zachodni WBK S.A., verkürzt auch BZ WBK) ist eine Universalbank in Polen, die mehrheitlich zum spanischen Banco-Santander-Konzern gehört.
Mit einer Eigenkapitalsumme von 28,7 Milliarden Złoty (6,8 Mrd. Euro) und Aktiva in der Höhe von 229,3 Milliarden Złoty (54 Mrd. Euro):8 ist sie eine der größten Banken Polens.
Die Aktie des Unternehmens wird an der Warschauer Wertpapierbörse gehandelt und ist in deren Leitindex WIG30 enthalten.
Im Jahr 2024 zahlte Santander den Anlegern für das Jahr 2023 eine Dividende von 0,7601 PLN pro Aktie. Der Gesamtwert belief sich auf 11.958.281 PLN.

## Geschichte
Die Bank entstand am 13. Juni 2001 durch den Zusammenschluss der Banken Bank Zachodni S.A. und Wielkopolski Bank Kredytowy S.A. Vorsitzender des Vorstandes wurde Marian Górski, der in dieser Position bereits seit 1996 bei der Wielkopolski Bank Kredytowy tätig war. Von Mai 2007 bis November 2016 war Mateusz Morawiecki Vorsitzender des Vorstandes.
Am 10. September 2010 wurde bekannt, dass die spanische Banco Santander von der irischen Allied Irish Banks einen Anteil von 70,36 % an der Bank Zachodni WBK S.A. für etwa 2,9 Milliarden Euro erworben hat. Des Weiteren bezahlte die Banco Santander zusätzlich 150 Millionen Euro für 50 % der Anteile an der BZWK AIB Asset Management. Insgesamt beläuft sich der Wert der Transaktion auf 3,1 Milliarden Euro.
Im Februar 2012 gab die Muttergesellschaft Banco Santander die Fusion der Bank Zachodni WBK mit der Kredyt Bank, einer Tochtergesellschaft der belgischen KBC Group, bekannt. Mehrheitsaktionär des neuen Geldhauses wird die Banco Santander mit 76,5 %, während die KBC Group zunächst mit einem Anteil von 16,4 % beteiligt ist. Minderheits-Investoren werden 7,1 % der Anteile halten. Die KBC Group kündigte darüber hinaus bereits einen Verkauf ihrer Anteile an.
Anfang Mai 2025 übernahm die österreichische Erste Group 49 % der Santander Polska für 6,8 Mrd. Euro. Für die Erste Group ist es die erste große Übernahme seit vielen Jahren und sie erhält trotz der 49-%-Minderheitsbeteiligung faktisch die Kontrolle.

## Konzernstruktur
| Gesellschaft                                                                                               | Sitz der Gesellschaft | Beteiligung |
| --- | --------------------- | ----------- |
| Santander Finanse sp. z o.o. (zuvor BZ WBK Finanse sp. z o.o.)                                             | Posen, Polen          | 100 %       |
| Santander Factoring sp. z o.o. (zuvor BZ WBK Faktor sp. z o.o.)                                            | Warschau, Polen       | 100 %       |
| Santander Leasing S.A. (zuvor BZ WBK Leasing S.A.)                                                         | Warschau, Polen       | 100 %       |
| Santander Leasing Poland Securitization 01                                                                 | Dublin, Irland        | 100 %       |
| Santander Inwestycje sp. z o.o. (zuvor BZ WBK Inwestycje sp. z o.o.)                                       | Warschau, Polen       | 100 %       |
| Santander F24 S.A. (zuvor BZ WBK F24 S.A. / BZ WBK Nieruchomości S.A.)                                     | Posen, Polen          | 100 %       |
| Santander Towarzystwo Funduszy Inwestycyjnych S.A. (zuvor BZ WBK Towarzystwo Funduszy Inwestycyjnych S.A.) | Posen, Polen          | 50 %        |
| Santander Consumer Bank S.A.                                                                               | Breslau, Polen        | 60 %        |
| Santander Consumer Finanse sp. z o.o.                                                                      | Warschau, Polen       | 100 %       |
| PSA Finance Polska sp. z o.o.                                                                              | Warschau, Polen       | 50 %        |
| PSA Consumer Finance Polska sp. z o.o.                                                                     | Warschau, Polen       | 100 %       |
| Santander Consumer Multirent sp. z o.o.                                                                    | Warschau, Polen       | 100 %       |
| SCM POLAND AUTO 2019-1 DAC                                                                                 | Dublin, Irland        | 100 %       |
| Santander Consumer Financial Solutions Sp. z o.o.                                                          | Breslau, Polen        | 100 %       |
| S.C. Poland Consumer 15-1 sp.z o.o.                                                                        | Warschau, Polen       | 100 %       |
| S.C. Poland Consumer 16-1 sp.z o.o.                                                                        | Warschau, Polen       | 100 %       |
| POLFUND - Fundusz Poręczeń Kredytowych S.A.                                                                | Stettin, Polen        | 50 %        |
| Santander - Aviva Towarzystwo Ubezpieczeń S.A.                                                             | Posen, Polen          | 49 %        |
| Santander - Aviva Towarzystwo Ubezpieczeń na Życie S.A.                                                    | Posen, Polen          | 49 %        |

## Aktionärsstruktur
Das Grundkapital der Gesellschaft beträgt 1.021.893.140 Złoty und verteilt sich auf 102.189.314 Inhaberaktien der Serien A bis O zum Nennwert von je 10,00 Złoty.:142
| Aktionär                                                      | Anzahl gehaltener Aktien | Anteil am Grundkapital | Stimmrechtsanteil |
| ------------------------------------------------------------- | ------------------------ | ---------------------- | ----------------- |
| Banco Santander S.A.                                          | 68.880.774               | 67,41 %                | 67,41 %           |
| Durch Nationale-Nederlanden PTE S.A. verwaltete Pensionsfonds | 5.123.581                | 5,01 %                 | 5,01 %            |
| Streubesitz                                                   | 28.184.959               | 27,58 %                | 27,58 %           |